# Sinski
Sinski is een merk van bromfietsen en motorfietsen.
De bedrijfsnaam is Jiangsu Sinki Vehicle Science&Technology Co. LTD., Wuxi, Jiangsu. 
Chinees merk dat brom- en motorfietsen van 50-, tot 250 cc maakt. Het bedrijf werd in 1993 opgericht en is een van de grote motorfietsfabrikanten van het Jiangsu en Zhejiang district. Er worden jaarlijks 500.000 motorfietsen en 400.000 motorblokken geproduceerd. Zoals meer Chinese merken exporteert het naar ontwikkelingslanden, maar ook naar Japan en de Verenigde Staten.